# Мейсвілл (Міссурі)
Мейсвілл (англ. Maysville) — місто (англ. city) в США, в окрузі Декальб штату Міссурі. Населення — 1095 осіб (2020).

## Географія
Мейсвілл розташований за координатами 39°53′8″ пн. ш. 94°22′8″ зх. д. / 39.88556° пн. ш. 94.36889° зх. д. (39.885628, -94.368991).  За даними Бюро перепису населення США в 2010 році місто мало площу 2,98 км², з яких 2,97 км² — суходіл та 0,01 км² — водойми.

## Демографія
Згідно з переписом 2010 року, у місті мешкало 1114 осіб у 433 домогосподарствах у складі 272 родин. Густота населення становила 374 особи/км².  Було 496 помешкань (166/км²).
Расовий склад населення:
| - 97,6 % — білих - 0,5 % — корінних американців - 0,4 % — чорних або афроамериканців - 0,1 % — вихідців з тихоокеанських островів - 0,1 % — азіатів |

До двох чи більше рас належало 1,3 %. Частка іспаномовних становила 0,4 % від усіх жителів.
За віковим діапазоном населення розподілялося таким чином: 26,5 % — особи молодші 18 років, 54,6 % — особи у віці 18—64 років, 18,9 % — особи у віці 65 років та старші. Медіана віку мешканця становила 39,3 року. На 100 осіб жіночої статі у місті припадало 84,1 чоловіків;  на 100 жінок у віці від 18 років та старших — 79,6 чоловіків також старших 18 років.
Середній дохід на одне домашнє господарство  становив 43 896 доларів США (медіана — 28 472), а середній дохід на одну сім'ю — 57 312 долари (медіана — 45 750). Медіана доходів становила 31 477 доларів для чоловіків та 33 036 доларів для жінок. За межею бідності перебувало 14,4 % осіб, у тому числі 20,4 % дітей у віці до 18 років та 11,3 % осіб у віці 65 років та старших.
Цивільне працевлаштоване населення становило 458 осіб. Основні галузі зайнятості: освіта, охорона здоров'я та соціальна допомога — 25,8 %, роздрібна торгівля — 15,5 %, виробництво — 12,9 %.